# Деконтекстуализация
Деконтекстуализация (англ. decontextualization) — извлечение исследуемой единицы из определённого контекста. Это может происходить преднамеренно (например, когда художники изолируют знакомый объект от его повседневного контекста, переворачивая его вверх ногами или значительно увеличивая его размер, чтобы открыть новый взгляд на него) или неосознанно (например, когда память о травмирующем событии становится отделенной от контекста, в котором произошла травма и приобретает качество нереальности; такое поведение называют также «уходом» или «избеганием»). Также говорят о деконтекстуализации как о интерпретации чего-либо, полностью основанной на дословном понимании материала; то есть интерпретации, при которой контекст материала не принимается во внимание.
В исследовании Оге Ханзен-Лёве, посвящённом русскому формализму, деконтекстуализация предстает как то, что «меняет функциональную значимость … понятий и методов, которые заимствуются из эстетической практики в качестве терминов без изменения их понятийных обозначений…»; он также указывал, что «…первичная деконтекстуализация … приводит к возникновению нового видения…».
В рамках диссертационной работы В. М. Маркина дала следующую дефиницию: «…Деконтекстуализация (decontextualization) — вытеснение Другого за скобки повествования в различных сферах…».
Труды СПИИРАН под общ. ред. Р. М. Юсупова за 2005 год также предметно описывают содержание понятия: «Понятие деконтекстуализации связано с получением общего неизменного контекста, выведенного из конкретных положений и высказываний, характеризующих определённую ситуацию…».
Также деконтекстуализация является медицинским термином, обозначающим специфический «защитный механизм, заключающийся в избегании человеком ситуации и объектов, который в прошлом вызывали неприятные переживания…».